# Arancio d'oro alla migliore attrice internazionale

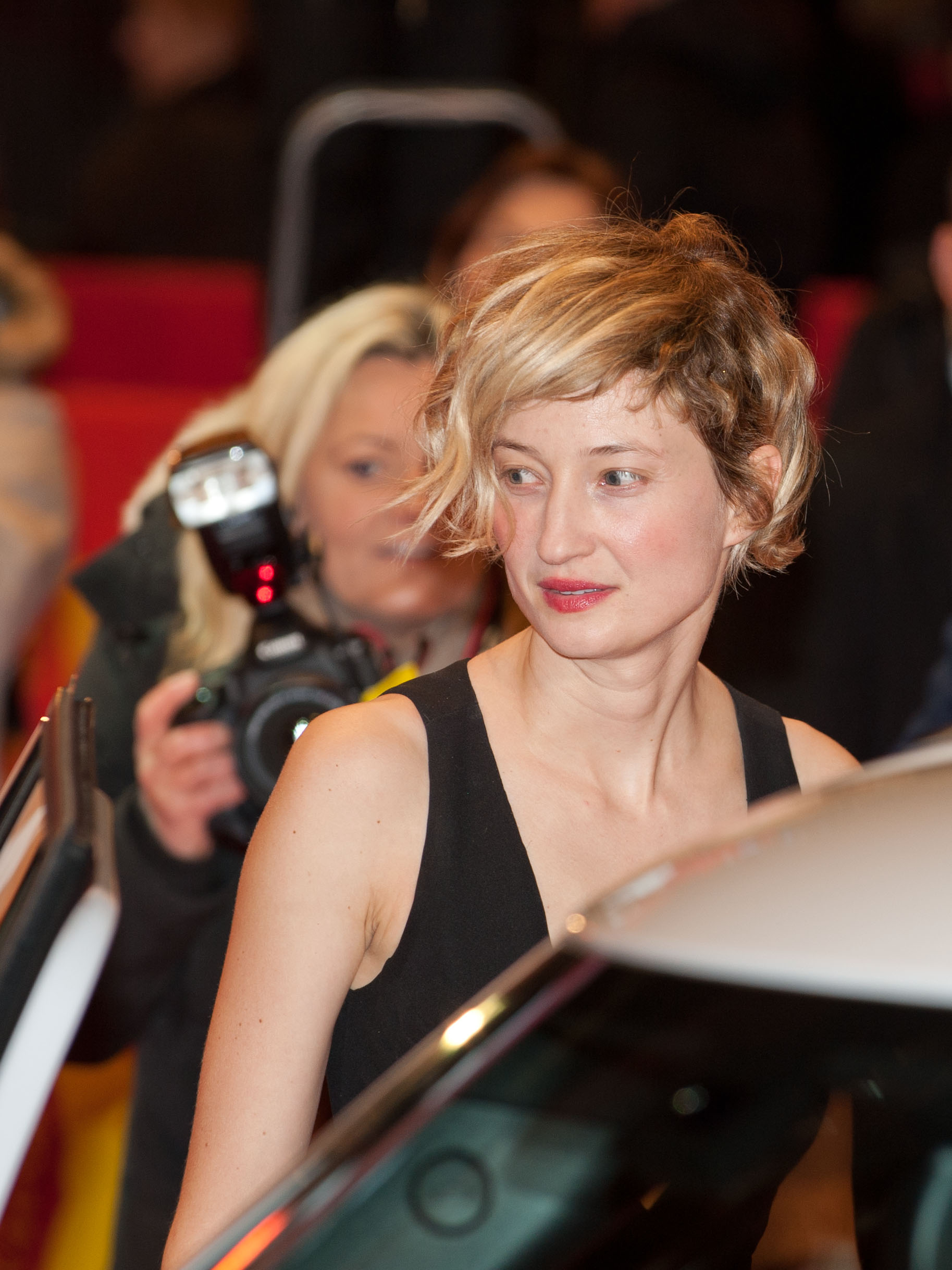
Alba Rohrwacher, vincitrice del premio nel 2015

L'Arancio d'oro alla migliore attrice internazionale (Altın Portakal Uluslararası En İyi Kadın Oyuncu Ödülü) è un premio annuale assegnato nel corso del Festival internazionale del cinema di Adalia in Turchia. La cerimonia si svolge nella città di Adalia dal 1964. Creato nel 2015, nel 2017 il premio, viene accorpato al premio migliore attrice prima riservato alle attrici di nazionalità turca.

## Vincitori e candidati
I vincitori sono indicati in grassetto, a seguire gli altri candidati.
- 2015: - Alba Rohrwacher per Vergine giurata
- 2016: - Ecem Uzun per Tereddüt